# Thyra Danebod

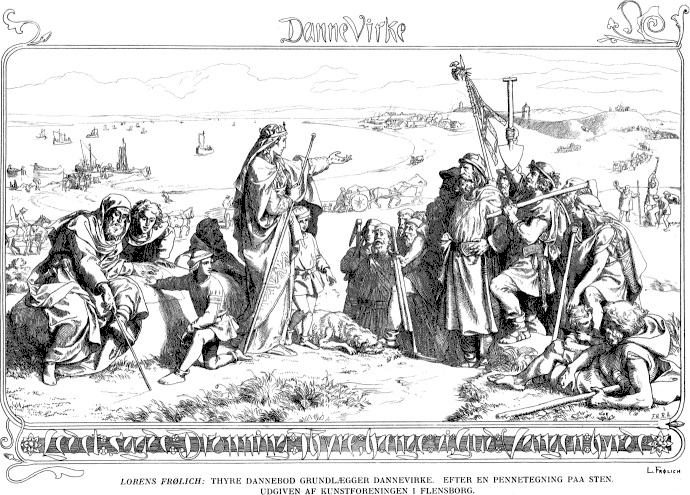
Lorenz Frølich:Thyra Dannebod nařizuje zřídit opevnění Danevirke.

Thyra Danebod byla manželka prvního historicky doloženého dánského krále Gorma Starého a matka jeho nástupce Haralda I.
Thyřin původ není zcela jasný a zprávy o něm si odporují. Saxo tvrdí, že byla dcerou Æthelreda, krále Anglie (zřejmě Ethelred z Wessexu), zatímco Jómsvíkinga saga a Heimskringla tvrdí, že její otec byl král či jarl Jutska či Holštýnska jménem Harald Klak.
Saxo Grammaticus píše, že právě Thyra byla hlavním iniciátorem zbudování opevnění Danevirke na jižních dánských hranicích, ale archeologové prokázali, že to pochází z mnohem dřívější doby než 10. století, kdy Thyra žila. Zemřela dříve než její manžel, který nechal vztyčil památné runové kameny na její počest, kde je nazývána tanmarka but, pýcha či ozdoba Dánska.
Gorm a Thyra byli pohřbeni pod jednou ze dvou velkých mohyl v Jellingu a později byly jejich ostatky přeneseny do prvního křesťanského kostela, který tam byl zbudován. V roce 1978 byl hrob s jejich ostatky objeven pod východním koncem současného kostela.

## Runové kameny v Jelling

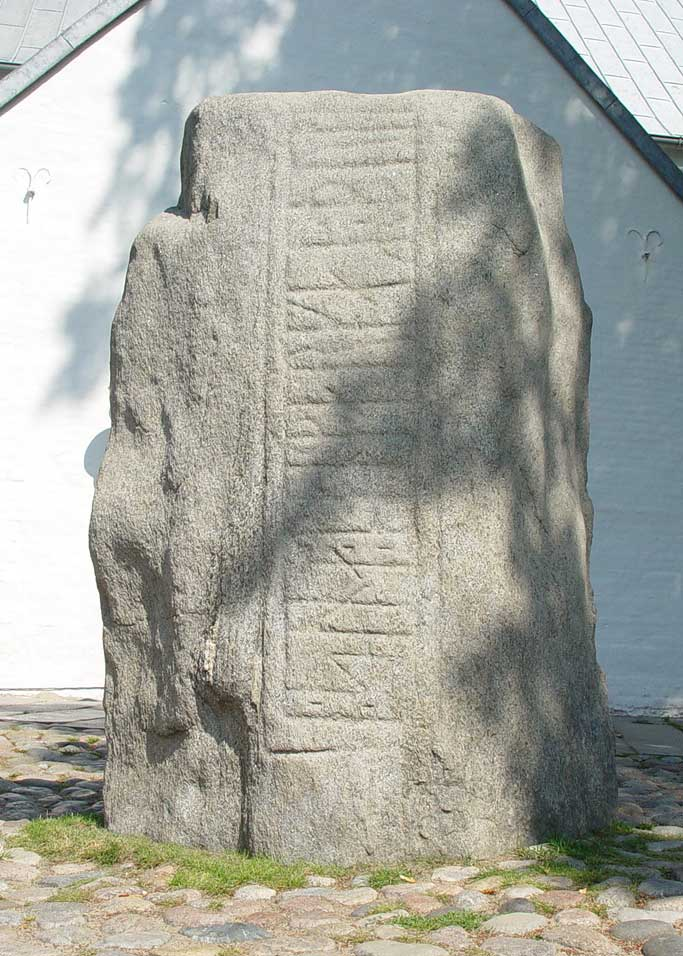
Runový kámen vztyčený na počest Thyry, přední část
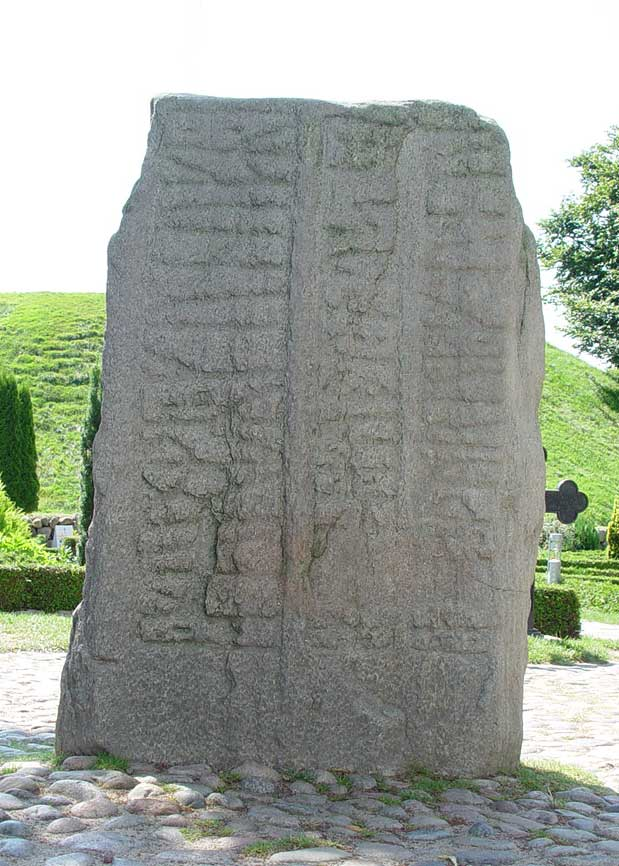
Runový kámen vztyčený na počest Thyry, zadní část